# Borba (Portugal)
Borba es una villa portuguesa del distrito de Évora, región Alentejo y comunidad intermunicipal de Alentejo Central, con cerca de 4600 habitantes.

## Geografía
Situada en el Alto Alentejo, en el distrito de Évora. Es sede de un municipio con 145,12 km² de área y 7782 habitantes (2001), subdividido en 4 freguesias. Los municipio están limitados al nordeste por el municipio de Monforte, al este por Elvas, al sudeste por Vila Viçosa, al sudoeste por Redondo) y al oeste por Estremoz.

## Estadísticas
| Población del municipio de Borba (1801–2004) | Población del municipio de Borba (1801–2004) | Población del municipio de Borba (1801–2004) | Población del municipio de Borba (1801–2004) | Población del municipio de Borba (1801–2004) | Población del municipio de Borba (1801–2004) | Población del municipio de Borba (1801–2004) | Población del municipio de Borba (1801–2004) | Población del municipio de Borba (1801–2004) |
| -------------------------------------------- | -------------------------------------------- | -------------------------------------------- | -------------------------------------------- | -------------------------------------------- | -------------------------------------------- | -------------------------------------------- | -------------------------------------------- | -------------------------------------------- |
| 1801                                         | 1849                                         | 1900                                         | 1930                                         | 1960                                         | 1981                                         | 1991                                         | 2001                                         | 2004                                         |
| 3726                                         | 4652                                         | 6551                                         | 8094                                         | 10 431                                       | 8813                                         | 8254                                         | 7782                                         | 7545                                         |

## Freguesias
Las freguesias de Borba son las siguientes:
- Matriz (Borba)
- Orada
- Rio de Moinhos
- São Bartolomeu (Borba)

## Apellido Borba o Borboa
Esta palabra da nombre a la población y también de ahí surgió el apellido Borba, que en castellano se amplió a Borboa, ya que siendo portugués, se incluyó la "o" partiendo de que está Lisboa y muchas otras palabras con "oa" en el idioma de esta nación portuguesa.
El portugués, Guillermo Borba que viajó en las naves españolas escapando de la justicia, pues en su pueblo originario lo habían amenazado de colgarlo del árbol más alto, apenas estuvo un tiempo breve en España para viajar a la Nueva España. Castellanizó su apellido a "Borboa" y en cuanto pisó tierra, atravesó la Nueva España hacia la actual Sinaloa, luego de que Nuño de Guzmán abriera paso hacia esas latitudes. Instalado Borba (o Borboa) en aquella región, dio lugar a una extensa genealogía que hasta nuestros días persiste.
Cabe aclarar que en España no hay gente de apellido Borboa, pero si algunos Borba (aproximadamente 103 personas en todo ese país, según la página de internet www.miparentela.com)
En México hay gente con apellido Borboa principalmente en el Estado de Sinaloa (nuevamente la "oa"). Los inmigrantes portugueses que se desplazaron con la conquista hacia América, se trasladaron a esta región de la Nueva España y para mitigar su nostalgia, nombraron a un río como Río Évora, igual que un río vecino de la población de Borba en Portugal. Curiosamente, ambos ríos corren en la misma dirección, ubicados en similar posición geográfica. Además, teniendo Portugal una geografía que se traza como una franja vertical, lo mismo sucede con el Estado de Sinaloa en México. De ahí que la población de Borba queda hermanada genealogicamente con la gente y el estado mexicano mencionado, y la gente de apellido Borboa en México y el mundo. Destacados ciudadanos con ese apellido lo han extendido hacia la capital de México, como lo es el Lic. Alfredo Borboa Reyes, abogado, bibliófilo y crónista de Temascaltepec, o el Lic. en Turismo Martin Borboa Gómez, bibliófilo y cronista de Azcapotzalco, el Diseñador Visual Alfredo Borboa Osorio, participante activo de dorkbot Ciudad de México desde 2007, entre otros.
Muy destacados son el militar de la Revolución sinaloense General Teófilo Álvarez Borboa que llegó a ser Oficial Mayor de la Secretaría de Gobernación durante el periodo presiencial de Lázaro Cárdenas. Otro más el artesano y maestro tejedor de rebozos Evaristo Borboa Casas, ganador del Premio Nacional de las Ciencias y Artes 2005, en categoría de Artes y tradiciones populares. El artista visual y diseñador industrial Aldo Borboa (Aldo Quiñonez Borboa) quien fusionando sus actividades apoya el desarrollo de comunidades rurales e indígenas del sur de México. En lo deportivo está el futbolista sinaloense Edwin Borboa, que ha jugado con las Chivas del Guadalajara y con los Potros del Atlante, ambos en primera división del fútbol mexicano. En lo financiero también encontramos el apellido Borboa con la Sra. Delia Borboa Iturrios que es pilar fundador de las empresas Coppel. 
El apellido Borboa (que no existe ni en España ni en Portugal) tiene en México hasta una calle en la ciudad de Tonalá, en Chiapas, dato verificable en (16°06′14″N 93°46′07″O / 16.1040271, -93.7685042)
En Brasil por ejemplo, fue y es todo un éxito literario la obra llamada "Quincas Borba" del fabuloso Machado De Assis, publicada en 1891.

## Uva Borba
Variedad blanca, uva autóctona ibérica, Frecuente en varias comarcas extremeñas. Es bastante productiva, pero no ofrece gran calidad, existen referencias de su cultivo al menos desde 1513 en el caso de España.
El Alentejo se divide en 8 subregiones vinícolas, que son las siguientes Vidigueira, Granja-Amareleja, Reguengos, Redondo, Borba, Moura, Evora y Portalegre. Además existe en la extensa llanura altentejana, un área geográfica que comprende los distritos de: Portalegre, Evora y Beja, donde se produce el Vino Regional Alentejano, concepto que abarca distintos vinos, que son fiel reflejo del Alentejo vitivinícola, con todas sus tradiciones.

## Vinos en Borba y el Alentejo
Al investigar los datos históricos con el fin de determinar los inicios de viticultura en la región de Alentejo, se pueden encontrar sus primeras manifestaciones en el periodo de colonización romana.
En los documentos históricos más viejos que hemos tenido indican que viticultura en Alentejo existe desde el momento de creación del estado.
Hay algunas fuentes que hablan de la exportación del vino de Alentejo en el siglo XVII. Entre los puntos principales de destino se indican India, África, Brasil y algunos otros estados. En el siglo XIX las viñas se propagaron casi por todo el territorio de la región, a excepción de las regiones de Mértola y Barrancos.
Con la aparición de filoxeras y otros parásitos de campo las viñas quedaron vacías.
La caída de viticultura en Alentejo llevó a que en los sitios de viñas aparecieran los olivares. Eso se puede ver hasta ahora en las viñas viejas.
En el siglo XX la orientación de convertir al Alentejo en la región de la producción de cereales y especialmente la creación en los años 30 de la Compañía de trigo también contribuya a la reducción de las viñas. 
Solamente en los lugares donde han conservados las tradiciones, especialmente en la esfera de propietarios pequeños y donde los vinos son de muy alta calidad, la vinicultura está viva hasta ahora.
Desde el fin de la década de 1950 después de la aparición de las cooperativas de vinicultura en Borba (1958), Redondo (1960), Portalegre (1962), Vidigueira (1963), Granja (1965) y Reguengos de Monsaraz (1971), se dio el paso importante para relanzar la vinicultura de Alentejo.
En 1983 fue creada la Asociación Técnica de vinicultores de Alentejo (ATEVA . Associação Técnica dos Viticultores do Alentejo), y en el 1989 fue creada la Comisión regional vitivinícola de Alentejo (Comissão Vitivinícola Regional Alentejana).
Cada año en Borba se lleva a cabo en noviembre el Festival de la Viña y el Vino. 
Este pequeño detalle es un indicio curioso pero verdadero, en que en general, todos los Borboas del mundo, tienen de una forma u otra, al vino muy cerca.